# Mount Pulaski (Illinois)
Mount Pulaski je grad u američkoj saveznoj državi Ilinois. Prema popisu stanovništva iz 2010. u njemu je živjelo 1.566 stanovnika.